# سنوکوس (استان دوبریچ)
سنوکوس (به بلغاری: Senokos) یک منطقهٔ مسکونی در بلغارستان است که در شهرستان بالچیک واقع شده‌است.